# Campeonato Africano de Atletismo de 2024 - Revezamento 4x100 m feminino
A prova dos 4 x 100 metros estafetas feminino do Campeonato Africano de Atletismo de 2024 foi disputada nos dias 23 e 24 de junho, no Estádio de Japoma, em Duala, nos Camarões.

## Recordes
Antes desta competição, os recordes mundiais e do campeonato nesta prova eram os seguintes:
|                       | Nome                                                                 | Nacionalidade   | Tempo  | Local      | Data                 |
| --------------------- | -------------------------------------------------------------------- | --------------- | ------ | ---------- | -------------------- |
| Recorde mundial       | Tianna Madison Allyson Felix Bianca Knight Carmelita Jeter           | Estados Unidos  | 40s 82 | Londres    | 10 de agosto de 2012 |
| Recorde do campeonato | Christy Udoh Gloria Asumnu Oludamola Osayomi Lawretta Ozoh           | Nigéria         | 43s 21 | Porto Novo | 29 de junho de 2012  |
| Recorde africano      | Murielle Ahouré-Demps Marie-Josée Ta Lou Jessika Gbai Maboundou Koné | Costa do Marfim | 41s 90 | Budapeste  | 25 de agosto de 2023 |

Os seguintes recordes foram estabelecidos durante esta competição:
| Data        | Evento | Atleta                                                         | Nacionalidade | Tempo  | Notas                 |
| ----------- | ------ | -------------------------------------------------------------- | ------------- | ------ | --------------------- |
| 24 de junho | Final  | Tiana Eyakpobeyan, Tima Godbless Olayinka Olajide, Tobi Amusan | Nigéria       | 43s 01 | Recorde do campeonato |

## Medalhistas
| Ouro                                                                                           | Prata                                                                | Bronze                                                                                         |
| Nigéria · Tiana Eyakpobeyan · Tima Godbless · Olayinka Olajide · Tobi Amusan · Adaobi Tabugbo* | Gana · Mary Boakye · Anita Afrifa · Halutie Hor · Deborah Acheampong | Libéria · Destiny Smith-Barnett · Maia McCoy · Ebony Morrison · Thelma Davies · Symone Darius* |

*Atletas que competiram apenas nas baterias

## Cronograma
Todos os horários são locais (UTC+1).
| Data        | Hora  | Evento  |
| ----------- | ----- | ------- |
| 23 de junho | 18:30 | Bateria |
| 24 de junho | 18:20 | Final   |

## Resultados

### Bateria
Qualificação: 2 atletas de cada bateria (Q) mais os 2 melhores qualificados (q).
| Posição | Bateria | Nacionalidade      | Atletas                                                                                      | Tempo | Notas |
| ------- | ------- | ------------------ | -------------------------------------------------------------------------------------------- | ----- | ----- |
| 1       | 1       | Libéria            | Destiny Smith-Barnett, Maia McCoy, Symone Darius, Ebony Morrison                             | 42.93 | Q     |
| 2       | 2       | Nigéria            | Tiana Eyakpobeyan, Olayinka Olajide, Adaobi Tabugbo, Tima Godbless                           | 43.58 | Q     |
| 3       | 1       | Gana               | Mary Boakye, Anita Afrifa, Halutie Hor, Deborah Acheampong                                   | 43.89 | Q     |
| 4       | 2       | Botswana           | Refilwe Murangi, Tsaone Sebele, Sethunya Majama, Tshepang Manyika                            | 44.78 | Q     |
| 5       | 2       | Namíbia            | Johanna Ludgerus, Jade Nangula, Ndawana Haitembu, Sadé Amor de Sousa                         | 45.55 | Q     |
| 6       | 2       | Quênia             | Eunice Kadogo, Esther Mbagari, Nusra Rukia, Monicah Safania                                  | 45.87 | q     |
| 7       | 1       | República do Congo | Elodie Malessara, Merveille Imboula Gavouka, Natacha Ngoye Akamabi, Fréjus Hanie Taty Mbikou | 45.99 | Q     |
| 8       | 1       | Burquina Fasso     | Madina Touré, Fatoumata Koala, Leopoldine Ye, Latifatou Millongo                             | 47.26 | q     |
| 9       | 1       | Gâmbia             | Jalika Bajinka, Jawneh Nyimasata, Fatou Sanneh, Gina Bass                                    | 55.21 |       |
| 99      | 1       | Camarões           | Stéphanie Njuh Nstella, Irène Bell Bonong, Téclaire Iris Mikal, Herverge Kole Etame          | DSQ   |       |

### Final
A final ocorreu dia 24 de junho às 18:20.
| Posição           | Raia | Nacionalidade      | Atletas                                                                                      | Tempo | Notas                 |
| ----------------- | ---- | ------------------ | -------------------------------------------------------------------------------------------- | ----- | --------------------- |
| Medalha de ouro   | 5    | Nigéria            | Tiana Eyakpobeyan, Tima Godbless, Olayinka Olajide, Tobi Amusan                              | 43.01 | Recorde do campeonato |
| Medalha de prata  | 3    | Gana               | Mary Boakye, Anita Afrifa, Halutie Hor, Deborah Acheampong                                   | 43.62 |                       |
| Medalha de bronze | 6    | Libéria            | Destiny Smith-Barnett, Maia McCoy, Ebony Morrison, Thelma Davies                             | 44.38 |                       |
| 4                 | 4    | Botswana           | Refilwe Murangi, Tsaone Sebele, Sethunya Majama, Tshepang Manyika                            | 44.69 | =                     |
| 5                 | 8    | Namíbia            | Johanna Ludgerus, Jade Nangula, Ndawana Haitembu, Sadé Amor de Sousa                         | 45.74 |                       |
| 6                 | 7    | República do Congo | Elodie Malessara, Merveille Imboula Gavouka, Natacha Ngoye Akamabi, Fréjus Hanie Taty Mbikou | 45.90 |                       |
| 7                 | 1    | Quênia             | Eunice Kadogo, Esther Mbagari, Nusra Rukia, Monicah Safania                                  | 46.63 |                       |
| 8                 | 2    | Burquina Fasso     | Nemata Nikiema, Fatoumata Koala, Madina Touré, Leopoldine Ye                                 | 46.83 |                       |

Legenda
| Recorde mundial       | Recorde mundial (World record)               |                       | Recorde africano                      | Recorde africano (African) |                                           | Q | Classificado por posição (Qualified) |
| Recorde do campeonato | Recorde do campeonato (Championship record)  | Recorde da América    | Recorde da América (Americas)         | q                          | Classificado por melhor tempo (Qualified) |   |                                      |
| Melhor marca do ano   | Melhor marca do ano (World leading)          | Recorde asiático      | Recorde asiático (Asian)              | DNS                        | Não largou (Did not start)                |   |                                      |
| Recorde nacional      | Recorde nacional (National record)           | Recorde europeu       | Recorde europeu (European)            | DNF                        | Não terminou (Did not finish)             |   |                                      |
| Recorde pessoal       | Recorde pessoal do atleta (Personal best)    | Recorde da Oceania    | Recorde da Oceania (Oceania)          | DSQ / DQ                   | Desclassificado (Disqualified)            |   |                                      |
| Recorde da temporada  | Recorde da temporada do atleta (Season best) | Recorde sul-americano | Recorde sul-americano (South America) | NM                         | Sem marca (No mark)                       |   |                                      |